# Shipwrecked (película)
Shipwrecked es una película noruega de 1990 dirigida por Nils Gaup. Está protagonizada por Stian Smestad, Gabriel Byrne, Trond Peter Stamso Munch, Louisa Milwood-Haigh, Knut Walle y Harald Brenna. La película se estrenó el 3 de octubre de 1990 en Noruega y el 1 de marzo de 1991 en Estados Unidos.

## Sinopsis
La película narra las aventuras de un chico noruego de 14 años llamado Haakon (Stian Smestad) que naufraga en los mares del sur del Pacífico y que llega a una isla desierta, donde deberá rescatar a sus compañeros de travesía y luchar contra unos piratas que están a la búsqueda de un tesoro. 

## Argumento
Haakon Haakonsen (Stian Smestad), un joven noruego de 14 años de la década de 1850, se convierte en el único sostén de su familia como grumete en un barco tras la lesión de su padre. Jens (Trond Peter Stamsø Munch), camarada del padre de Haakon y amigo de los Haakonsen, acepta ser su "padre marinero", enseñándole marinería y actuando como un hermano mayor durante la travesía.
Al principio, a Haakon le cuesta adaptarse a la vida en el mar, pero con el tiempo se gana el respeto de sus compañeros. Tras un permiso en tierra en Londres, un oficial naval británico, el teniente Howell, se une a la tripulación, supuestamente para protegerlos de los piratas. Sin que la tripulación lo sepa, en realidad es un famoso pirata llamado John Merrick, quien asesinó al verdadero Howell y usurpó su identidad. Haakon se entera de que "Howell" ha traído armas en secreto al barco, y Howell intenta persuadir a Haakon para que no le diga nada sobre las armas al capitán.
Tras la misteriosa muerte del admirado capitán (que había sido envenenado por el primer oficial de Howell), Howell asume el mando. Al llegar a Sídney, el permiso para bajar a tierra se cancela abruptamente y una nueva hornada de marineros sospechosos sube a bordo. Tras salir de Australia, Haakon descubre a una polizona (Louisa Milwood-Haigh) llamada Mary, que se convierte en un interés amoroso. El trabajo a bordo del barco pronto se vuelve terrible para Haakon, Jens y los marineros originales, lo que se intensifica cuando el nuevo capitán encuentra a Mary y exige que quienquiera que haya estado fraternizando con ella dé la cara. Haakon admite la responsabilidad, y el capitán lo condena a ser azotado con el gato de nueve colas. Jens protesta, diciendo que azotar a Haakon sería una pena de muerte efectiva, a lo que Howell ordena que Jens administre el castigo a Haakon en lugar de a Howell. Sin embargo, el consejo de guerra se ve interrumpido por una terrible tormenta que daña el palo mayor y hunde el barco. Haakon logra rescatar a Mary del bergantín, pero en la confusión se separa de la tripulación y despierta solo en una isla tropical desierta.
Tras explorar la isla, Haakon descubre un tesoro y un cartel de búsqueda de un pirata inglés llamado Merrick (Gabriel Byrne), idéntico a Howell (en la primera escena de la película, el verdadero Howell fue asesinado por Merrick, quien luego le robó la identidad). Haakon descubre que los sospechosos camaradas (es decir, la nueva hornada de camaradas abusivos que se incorporaron tras la capitanía de Merrick) son en realidad piratas que almacenaron el tesoro durante una persecución naval y que pronto regresarán a la isla para recuperar su botín.
Tras un entrenamiento autodidacta con espada y pistola, Haakon logra usar un cuerno cuando un gorila ataca. Esto vuelve dócil al gorila, quien entonces comienza a hacerse amigo de Haakon, comportándose como una mascota. Haakon diseña una serie de trampas explosivas, anticipando el regreso de los piratas por su tesoro. Aunque Haakon se adapta a la isla, extraña a Jens, y aún más a su familia en Noruega. Un día, Haakon ve humo proveniente de una isla lejana e intenta varias veces llegar allí en una balsa.
Al llegar, encuentra una aldea de indígenas bailando en la noche. Haakon se encuentra con Mary, vestida con traje y zapatos indígenas, en medio de un altercado con varios indígenas. Malinterpretando la situación, Haakon se revela y asusta a los indígenas con un disparo hasta que choca contra Jens, quien le explica que los indígenas son pacíficos y que les salvaron la vida a él y a Mary. El trío, reunido, parte felizmente hacia la isla de Haakon al día siguiente.
Poco después, los tres amigos presencian la llegada de los piratas junto con Berg y Steine (Knut Walle y Harald Brenna), dos amigos de Jens que sobrevivieron al naufragio y se encuentran prisioneros. Tras el fracaso de las trampas de Haakon, este rápidamente idea un plan para salvar a sus amigos. Por la noche, Mary se cuela en el barco y libera al resto de la tripulación, quienes logran dominar a los guardias piratas y retomar el control del barco. Mientras tanto, en tierra, Haakon y Jens logran distraer a los piratas el tiempo suficiente para liberar a Berg y Steine y, por poco, regresar al barco, dejando a los piratas varados en la isla. Haakon, Jens, Mary y la tripulación liberada regresan a su Noruega natal. Cada uno se queda con una pequeña parte del tesoro, y Haakon decide usar su parte para ayudar a su empobrecida familia a salir de deudas.
De vuelta en Noruega, Haakon se reúne con su familia y les presenta a Mary. Sus padres aceptan acogerla hasta que pueda restablecer el contacto con sus propios familiares.

## Reparto
- Stian Smestad – Haakon Haakonson, Un joven noruego de 14 años que se alista como grumete de un barco cuyo capitán es amigo íntimo de su padre. Al principio es tímido y reservado tras años de burlas y hostigamiento por su pobreza, pero tras quedar solo en la isla y verse obligado a sobrevivir, adquiere más confianza.
- Gabriel Byrne – Teniente John Merrick, El capitán pirata que se hace pasar por un miembro del ejército inglés, finalmente se hace cargo del barco en el que se encuentra Haakon después de que el capitán original muere misteriosamente y procede a hacerles la vida difícil a todos.
- Trond Peter Stamso Munch – Jens, amigo de la familia de Haakon y marinero. Navegó con su padre y se considera su guardián en el barco tras prometerle que lo cuidaría.
- Louisa Milwood-Haigh – Mary, Una joven polizona que buscaba a su tío en Calcuta. Escapó de un hospicio en Australia, donde la internaron tras la muerte de sus padres.
- Knut Walle – Berg, uno de los compañeros de barco de Jens
- Harald Brenna – Steine, uno de los compañeros de barco de Jens
- Kjell Stormoen - El capitán del barco en el que trabajan Haakon y Jens que es asesinado por Merrick.

- Datos: Q1431878